# Corum L'Épargne
Pour les articles homonymes, voir Corum.
Cet article concerne un Imoca mis à l'eau en 2020. Pour celui de 2007, voir Foncia (IMOCA).
Corum L'Épargne est un voilier monocoque français de 60 pieds conçu pour la course au large, lancé le 5 mai 2020. Huitième et dernier Imoca de la génération 2018-2020, il est barré par Nicolas Troussel.
Le projet est arrêté en septembre 2023, après des incidents à répétition en compétition.

## Conception

### Projet
Corum L'Épargne est un groupe de gestion d'épargne, principalement immobilière. Connu dans le milieu financier, il ne l'est pas du grand public. Souhaitant acquérir de la notoriété, le groupe soutient, pour la saison 2018 de Class40, le skipper Nicolas Troussel, double vainqueur de la Solitaire du Figaro (2006 et 2008).
Le 11 janvier 2019, Troussel  et Corum L'Épargne annoncent la construction d'un Imoca en vue d'une participation au Vendée Globe 2020-2021 et à la Route du Rhum 2022. Le directeur du projet est Greg Evrard,.
L'architecte argentin Juan Kouyoumdjian est chargé du dessin et des calculs de structure. Le maître d'œuvre est Michel Desjoyeaux : sa première structure, Mer agitée, pilote l'ensemble du projet, et doit livrer un bateau fini.

### Construction
La construction débute en mars 2019 à Port-la-Forêt chez CDK Technologies, qui fabrique la coque, le pont et certaines pièces de structure,. La coque est réalisée à partir des moules de l'Arkéa Paprec de Sébastien Simon, un plan Kouyoumdjian. 

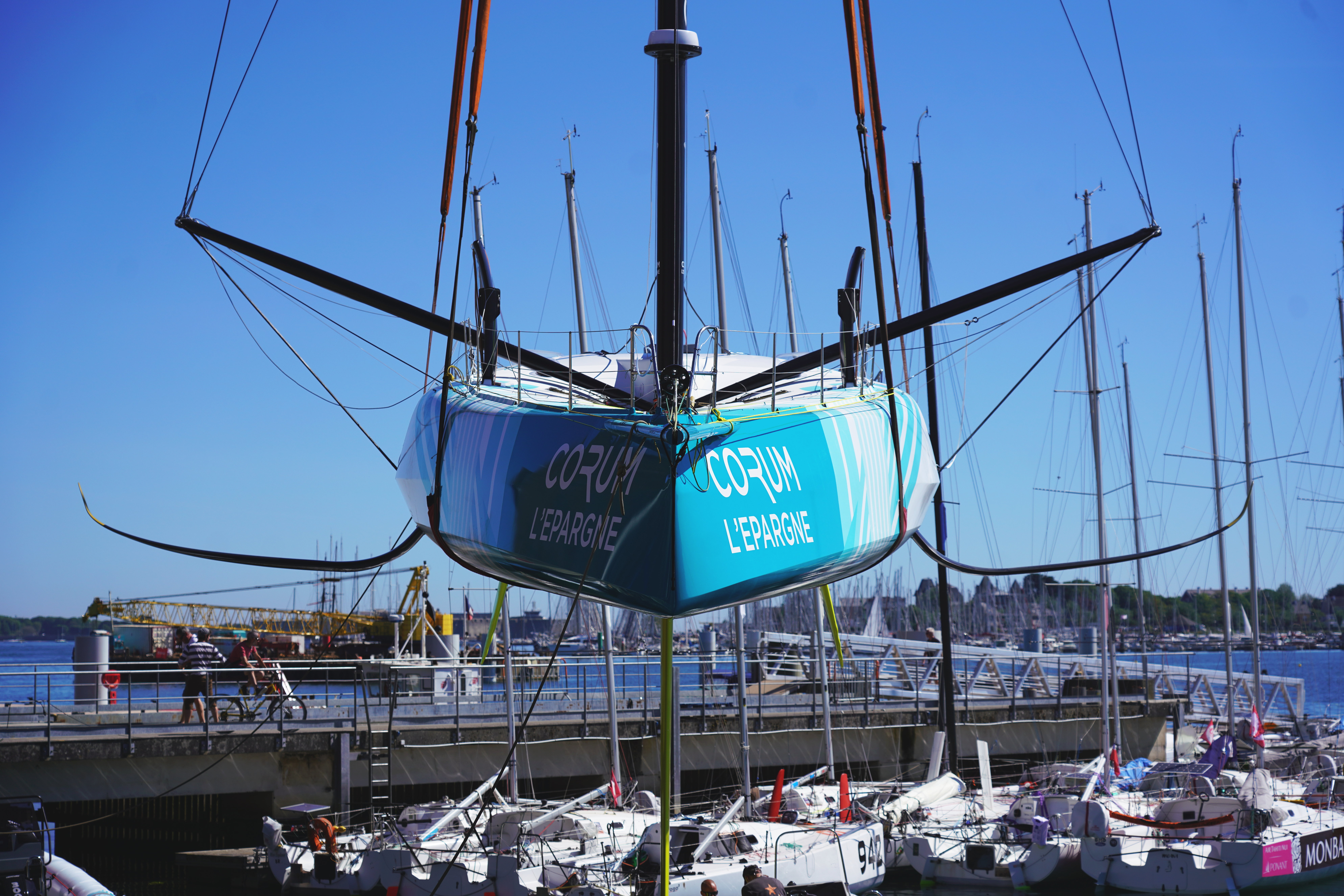
Lors du test de stabilité à Lorient, en juin 2020.

Terminée en juillet, elle est transférée à deux pas de là, sur le chantier de Desjoyeaux, dont la deuxième structure, Mer forte, a la responsabilité du plan de pont, de l'organisation du cockpit, de la mécanique générale, de l'accastillage, des safrans, des foils et des systèmes embarqués. Elle n'intervient pas sur le profil des foils. Ceux-ci sont construits chez Multiplast, à Vannes.
Si la pandémie de covid-19 affecte la préparation de la plupart des concurrents, elle met Troussel dans une situation particulièrement délicate. Le chantier est stoppé pendant trois semaines. Il reprend avec un effectif réduit de moitié pour respecter les gestes barrières. Prévue le 21 mars 2020, la mise à l'eau de Corum L'Épargne s'effectue le 5 mai, six mois seulement avant le départ du Vendée Globe,. Le bateau gagne son port d'attache du Kernevel, près de Lorient. Le 23 mai, ses foils sont installés, des foils « en C ». Les semaines suivantes, Troussel embarque Sébastien Josse, Nicolas Lunven et Thomas Rouxel — et même Desjoyeaux, au début — pour finaliser les réglages des systèmes embarqués et vérifier que tout fonctionne bien à bord.
Cependant, mis à l'eau tardivement en raison de la crise du covid, le bateau ne peut être développé comme on l'aurait voulu. Les problèmes de structure vont s'enchaîner. 

### Caractéristiques

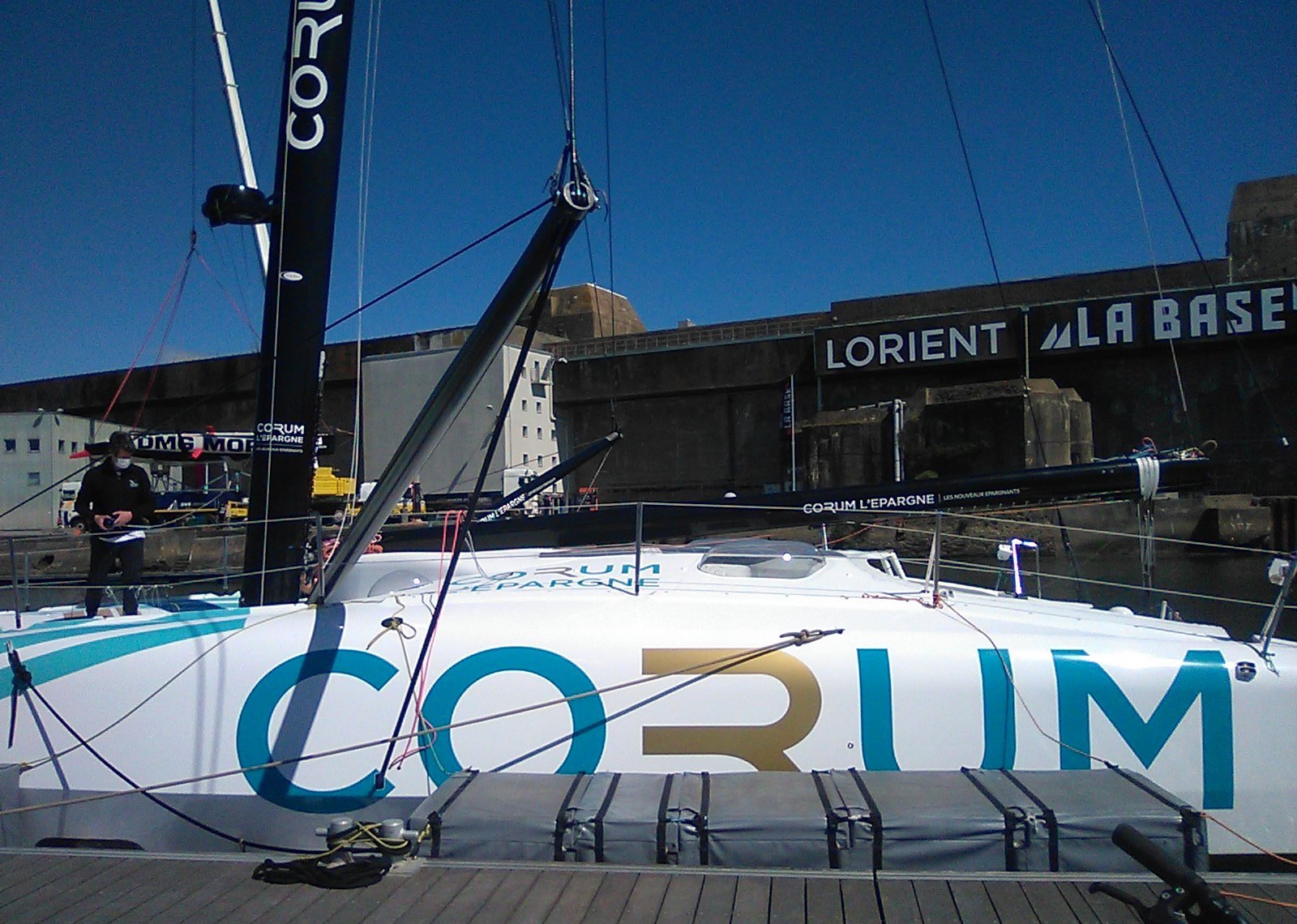
Le rouf et la protection du cockpit.

La carène est assez plate. Si la coque est sensiblement la même que celle d'Arkéa Paprec, le dessous est renforcé, « surtout au milieu et à l'arrière de la carène », et le plan de pont et le cockpit sont différents. Le cockpit, très protégé, est original, avec un rouf intégré au pont. Le franc-bord est haut.
La principale caractéristique du bateau, dit Desjoyeaux, c'est un pont avec beaucoup de volume, « ce qui permet d'avoir un bulbe de quille plus léger. C'est un peu comme s'il n'y avait pas de rouf. » De ce fait, le skipper est bien protégé dans le cockpit. 
Pour Sébastien Josse, le bateau « n’a pas un ou quelques points forts. On sent bien que c’est l’ensemble qui est un point fort. Il a un vol bas sur l’eau, avec une bonne stabilité et du volume de coque et de pont pour alléger le lest. »
Josse est impressionné par les écarts de vitesse entre ces bateaux de nouvelle génération et les anciens Imoca, surtout aux allures serrées. Selon lui, l'écart est le même entre foils version 1 et foils version 2 qu'entre dérives droites et foils : « En deux générations, ces bateaux ont pris au moins 8 nœuds de mieux. »

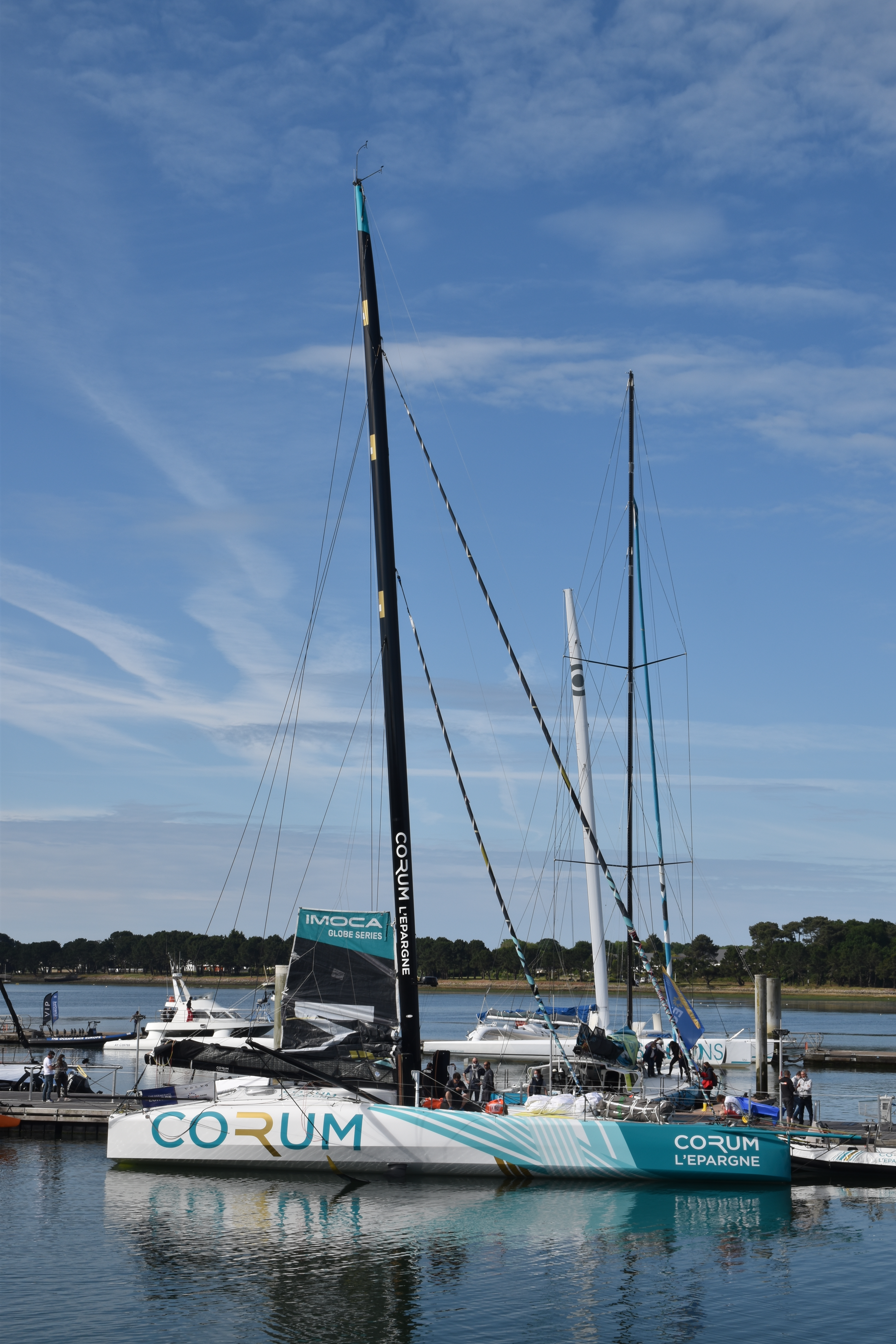
Corum L'Épargne à Lorient, en mai 2021, la veille du départ de The Ocean Race Europe.

- Longueur : 18,28 m
- Largeur : 5,70 m
- Tirant d'eau : 4,50 m
- Tirant d'air : 29 m
- Déplacement : 7,9 tonnes
- Mât : 27,30 m
- Voilure :
  - 270 m2 au près
  - 535 m2 au portant[8]

### Budget
Selon Frédéric Puzin, président du groupe Corum L'Épargne, le coût de construction est de l'ordre de 6 millions d'euros, et le budget de fonctionnement jusqu'à la Route du Rhum 2022 représente une moyenne d'environ 2 millions d'euros par an. En tout, la dépense est donc de 14 millions sur quatre ans.

## Courses 2020-2022
Lors du Vendée Globe 2020-2021, le bateau est victime d'un démâtage dans la nuit du 15 au 16 novembre 2020, au nord-ouest du Cap-Vert.
Le 29 mai 2021, il s'engage dans The Ocean Race Europe. Troussel a pour équipiers Marie Riou, Benjamin Schwartz et Sébastien Josse. Corum L'Épargne termine 4e des cinq Imoca engagés. Mené par Troussel et Sébastien Josse, il se classe 7e sur 12 dans les 48 heures du Défi Azimut. En octobre, le bateau teste des foils en V, qui devraient apporter, dans certaines conditions, un gain de vitesse de plus de 15 % par rapport à la première version, en C. Toujours mené par Troussel et Josse, il termine 8e sur 22 Imoca dans la Transat Jacques-Vabre 2021.
En mai 2022, dans la Bermudes 1000 Race, Troussel doit abandonner sur avarie de quille, à 60 milles de Fastnet Rock. En novembre, dans la Route du Rhum, il termine 20e sur 38 Imoca : « On finit complètement à la ramasse, dit Frédéric Puzin, avec plein de problèmes techniques à nouveau et Nico qui fait bien ce qu’il sait faire, mais qui doit se remettre dans le rythme et reprendre ses marques pour arriver au plus haut niveau. »

## Chantier 2023

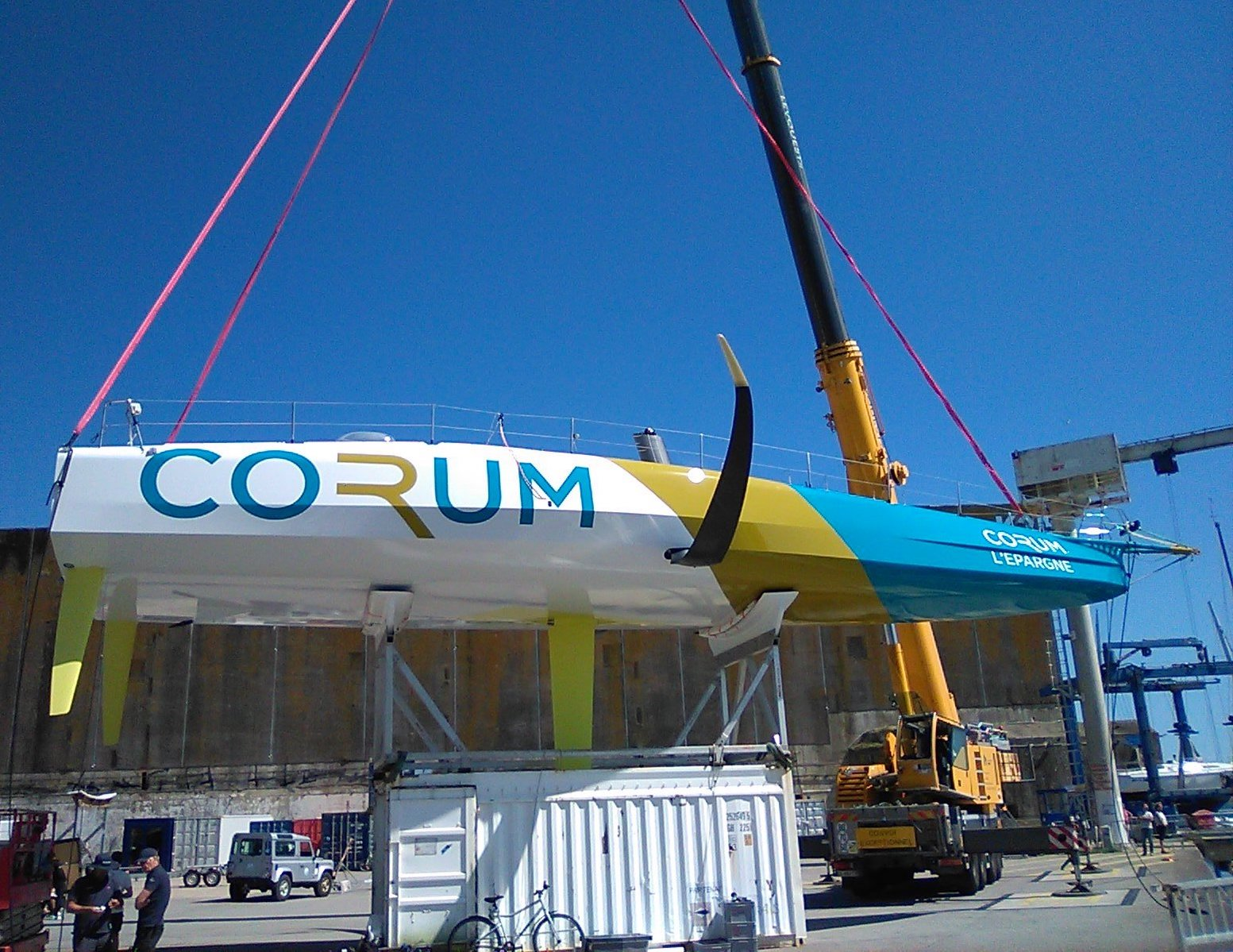
18 juillet 2023. Sorti la veille de son chantier de Vannes, Corum L'Épargne est arrivé à Lorient, son port d'attache, où il a reçu sa quille.

La série de déconvenues — que l'on ne peut s'empêcher de rapprocher de celles du sister-ship, l'Arkéa-Paprec de Sébastien Simon — ne décourage pas Frédéric Puzin. Plutôt que de construire un nouveau bateau, il préfère garder celui-ci. Il ne remet en cause ni l'architecte ni le skipper.

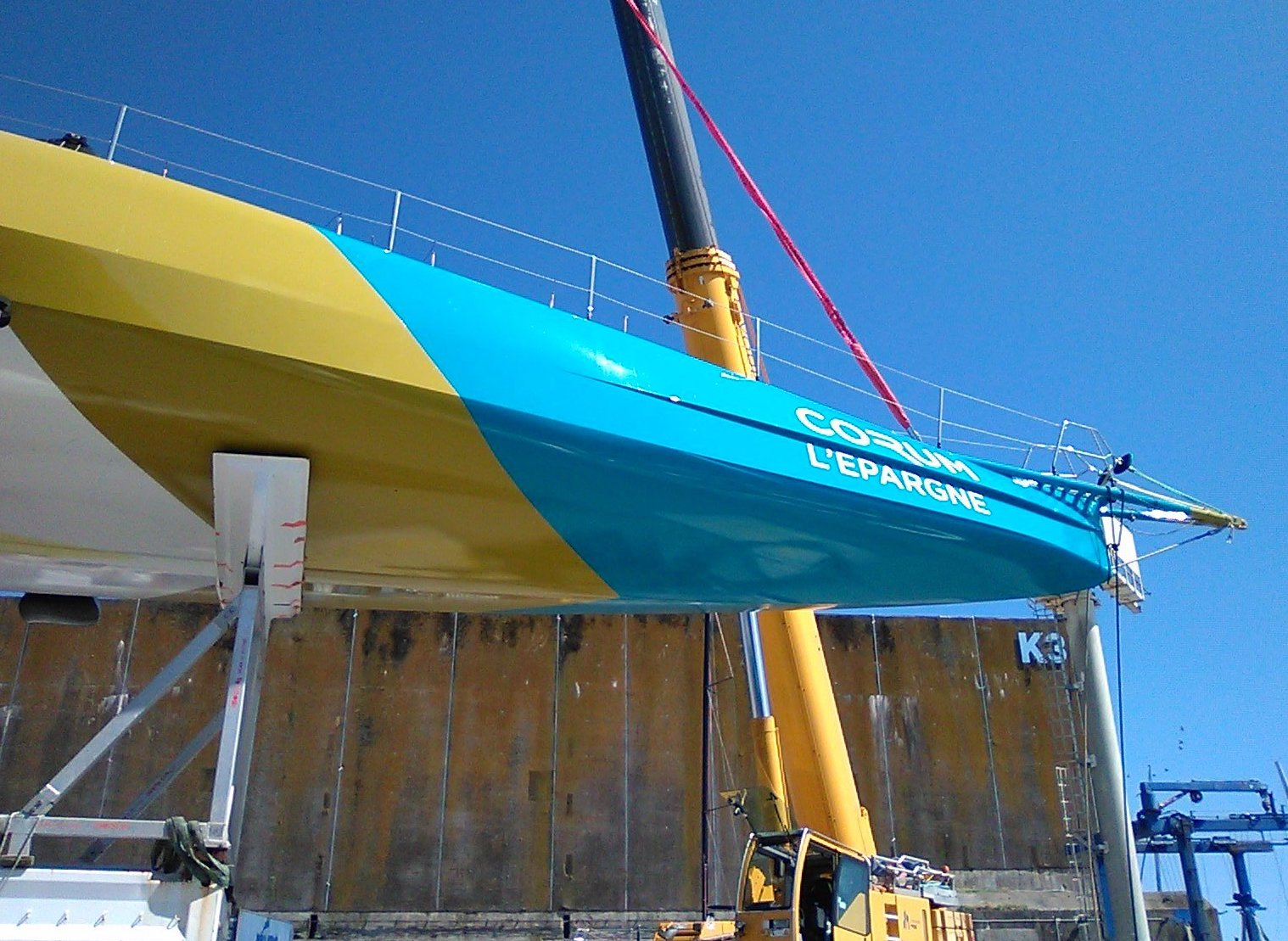
Nouvelle étrave, juillet 2023.

Ce qu'il veut être à même de comprendre, c'est pourquoi une même pièce réputée incassable, produite par un même sous-traitant connu, ne casse pas sur les autres bateaux, mais casse sur Corum L'Épargne. Ce que Puzin regrette, c'est de n'avoir pas eu, au moment de la construction, les bons interlocuteurs pour discuter avec l'architecte, de n'avoir pas eu en interne le bureau d'études et les ingénieurs dont il dispose à présent « pour challenger les choix techniques ». « Le niveau de difficulté technique de ces bateaux a été mal appréhendé, dit-il, c’est pour moi le sujet de fond. On ne met pas l’argent qu’il faut […] sur les recherches en termes de matériaux, de résistance… » Puzin décide de tout passer en revue, « avec une approche de l’aéronautique au niveau qualité » pour « mieux comprendre ce qui se passe ».

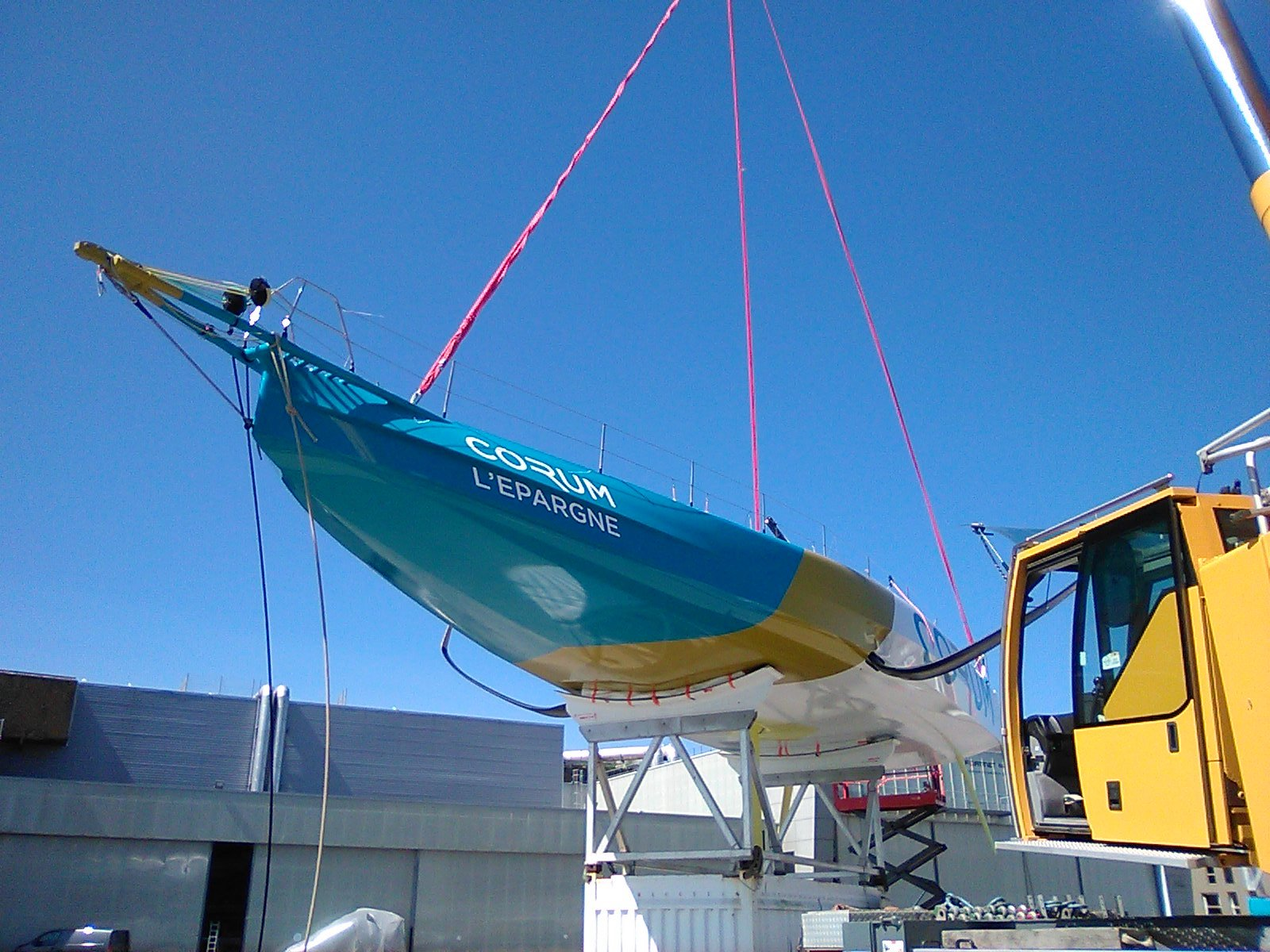
Nouvelle étrave, juillet 2023.

Corum L'Épargne est un bateau « puissant, large, assez lourd ». Il donne toute satisfaction au reaching et au près, reconnaît Frédéric Puzin. Sa carène très tendue sur l'arrière lui permet d'être bien appuyé au reaching « et d'avoir beaucoup de longueur à la flottaison ». Mais, au portant VMG, cette même carène le handicape : il ne va pas vite et a tendance à planter dans les vagues. Le problème affecte les autres bateaux de la même génération, mais il est plus marqué sur Corum L'Épargne. Comment combler ce handicap sans altérer les qualités au reaching et au près ? On espère y parvenir en apportant des modifications importantes, et avec de nouveaux foilsproduits chez Avel robotics à Lorient.

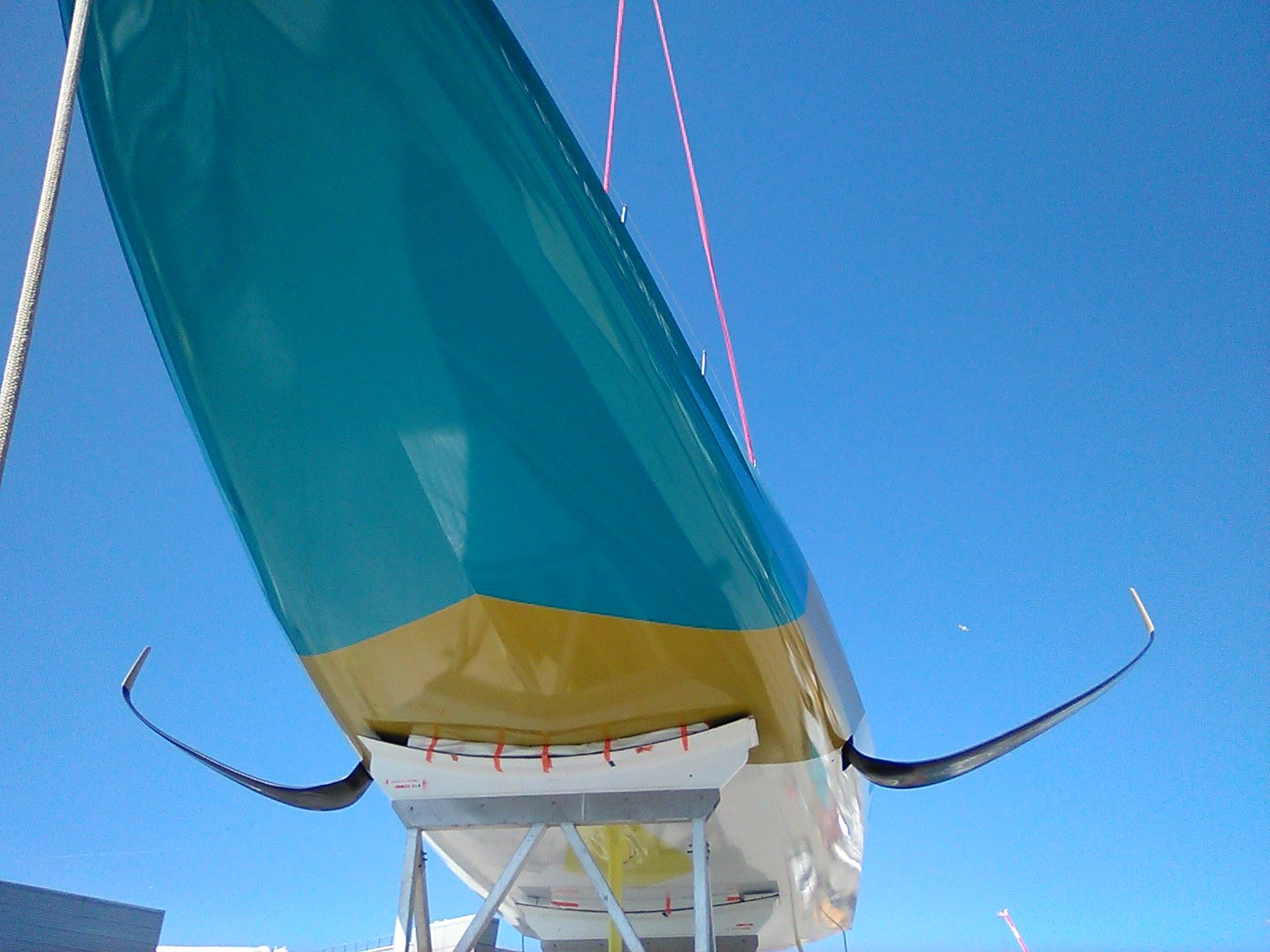
Juillet 2023.

Dès le mois de décembre 2022, un chantier est lancé. Il va durer sept mois. Toute la structure est reconstruite pour gagner en solidité. Le bateau est amputé de six mètres à l'avant, soit un tiers de sa longueur. Cette partie est entièrement refaite pour se rapprocher, autant que la jauge Imoca le permet, de l'idée du scow : plus de volume à l'avant et étrave spatulée. Le rouf est agrandi vers l'avant, ce qui permet, au regard de la jauge, d'ôter du poids dans le bulbe de quille. Les puits de foil sont modifiés et déplacés. Une nouvelle paire de foils va être posée, que Troussel espère « plus tolérante et moins sujette au décrochage » pour permettre au bateau de voler plus souvent dans certaines conditions, notamment au portant. « On sait, dit Nicolas Troussel, que c’est compliqué de rattraper les bateaux de nouvelle génération, mais on devrait être au moins meilleurs qu’en 2020. On va faire des ajustements au niveau des voiles. L’important, c’est d’avoir des bons foils et une carène qui passe bien dans la mer. »
Le 17 juillet 2023, Corum L'Épargne sort du chantier Multiplast, à Vannes. Il est convoyé vers Lorient, son port d'attache, pour y recevoir sa quille et son mât.
Le 22 septembre 2023, l'IMOCA démâte douze heures après le départ du Défi Azimut. Alors que le bateau est engagé pour prendre le départ de la Transat Jacques-Vabre le mois suivant, ce nouvel incident signe la fin du projet Corum L'Épargne.

## Palmarès
Skippé par Nicolas Troussel
- 2020. Abandon dans le Vendée Globe[21]

- 2021 :
  - 4e sur 5 Imoca dans The Ocean Race Europe, en équipage avec Marie Riou, Benjamin Schwartz et Sébastien Josse[23]
  - 7e sur 12 dans les 48 heures du Défi Azimut, en double avec Sébastien Josse[24]
  - 8e sur 22 Imoca dans la Transat Jacques-Vabre, en double avec Sébastien Josse[26]

- 2022 :
  - Abandon dans la Bermudes 1000 Race[27]
  - 20e sur 38 Imoca, dans la Route du Rhum[28]
- 2023 : 
  - Abandon sur le Défi Azimut (démâtage)[31]